# Pierre Tirard

Pierre Emmanuel Tirard

Pierre Emmanuel Tirard (Genève, 27 september 1827 - Parijs, 4 november 1893) was een Frans politicus.

## Biografie

### Achtergrond en carrière
Pierre Tirard werd geboren in Genève, Zwitserland uit Franse ouders. Hij studeerde aldaar civiele techniek en was daarna werkzaam als civiel ingenieur in Franse overheidsdienst. Na vijf jaar nam hij ontslag en werd juwelenkoopman. Hij werd al spoedig een vooraanstaand republikein en was een verklaard tegenstander van het regime van keizer Napoleon III. In 1869 leidde hij de campagne van een radicaal parlementskandidaat die fel gekant was tegen premier Émile Ollivier. De kandidaat werd in het Wetgevend Lichaam (Corps Législatiff) gekozen en Tirard, die inmiddels naam had gemaakt als links politicus, werd gekozen tot burgemeester van het 11e arrondissement van Parijs. Na de proclamatie van de Derde Franse Republiek werd hij in de Kamer van Afgevaardigden (Chambre des Députés) gekozen voor het departement Seine (1871) en zat in de fractie van extreemlinks. Hij werd ook in de revolutionaire Commune van Parijs gekozen, maar protesteerde tegen de tirannie van het centraal comité. Hij zag zich gedwongen om Parijs te ontvluchten.
Pierre Tirard werd in 1876 in de Kamer van Afgevaardigden herkozen, nu voor het 1e arrondissement van Parijs. In 1877 werd hij opnieuw herkozen. Als Kamerlid hield hij zich vooral bezig met financiële vraagstukken. Voor een korte tijd was hij voorzitter van de Kamercommissie Douanewetgeving.

### Premier
Pierre Tirard was tussen 1879 en 1882 minister van Landbouw en Handel en tussen 1882 tot 1888 minister van Financiën. Op 12 december 1887 verzocht de nieuwe president, Sadi Carnot, Tirard om het premierschap (Président du Conseil) op zich te nemen. Hij loste het ridderordeschandaal waar de vorige president, Jules Grévy bij betrokken was, bevredigend op. Hij kreeg ook te maken met de populistische generaal Georges Boulanger, die, gesteund door een deel van de Kamer, naar een grondwetswijziging in autoritaire zin streefde. Tirard was hier echter fel tegen gekant en werd op 30 maart 1888 ten val gebracht.
Op 22 februari 1889 werd Tirard opnieuw premier. Bevreesd dat de Boulangisten de macht zouden grijpen, verbood het nieuwe kabinet de geheime genootschappen (die op de hand van Boulanger waren). Tirard nam ook het besluit om Boulanger en diens aanhangers te vervolgen omdat zij betrokken zouden zijn bij een samenzwering tegen de staat. Boulanger, die door had dat een arrestatie ophanden was, vluchtte op 1 april naar het buitenland. Zijn aanhangers werd uiteindelijk wel voor de rechters gedaagd en veroordeeld.
In het voorjaar van 1890 bezocht erfprins Philippe d'Orléans, de oudste zoon van de Orléanistische troonpretendent, de comte de Paris, Frankrijk. De prins wilde graag dienst nemen in het leger, ofschoon een wet uit 1886 prinsen van den bloede verbood om zich op Frans grondgebied te begeven, laat staan dienst te nemen in het Franse leger. Premier Tirard liet daarom de erfprins arresteren en veroordeeld tot twee jaar celstraf. President Sadi Carnot, die altijd streefde naar een ontspannen samenleving, liet prins Philippe al na enkele maanden vrij.
Op 15 maart 1890 kwam het kabinet ten val na Kamervragen over het Frans-Turkse handelsverdrag. Nadien was hij van 1892 tot 1893 nogmaals minister van Financiën.
Pierre Tirard, sedert 1883 senator voor het leven (sénateur inamovible), overleed op 56-jarige leeftijd, op 4 november 1893 in Parijs.

### Minister
- 18 december 1879 - 10 november 1881: Minister van Landbouw en Handel in de kabinetten-De Freycinet I, Kabinet-Ferry I
- 30 januari - 29 juli 1882: Minister van Handel: Minister van Handel in het kabinet-De Freycinet II
- 7 augustus 1882 - 30 maart 1885, 11 december 1887 - 30 maart 1888, 13 december 1892 - 30 maart 1893: Minister van Financiën in de kabinetten-Duclerc, Fallières, Ferry II, Tirard I en de kabinetten-Ribot I en II
- 22 februari 1889 - 13 maart 1890: Minister van Handel, Industrie en (vanaf 14 maart 1889) van Koloniën in het kabinet-Tirard II

## Verwijzing
1. ↑  Een wet uitgevoerd door de monarchist Boulanger